# Piko Spielwaren

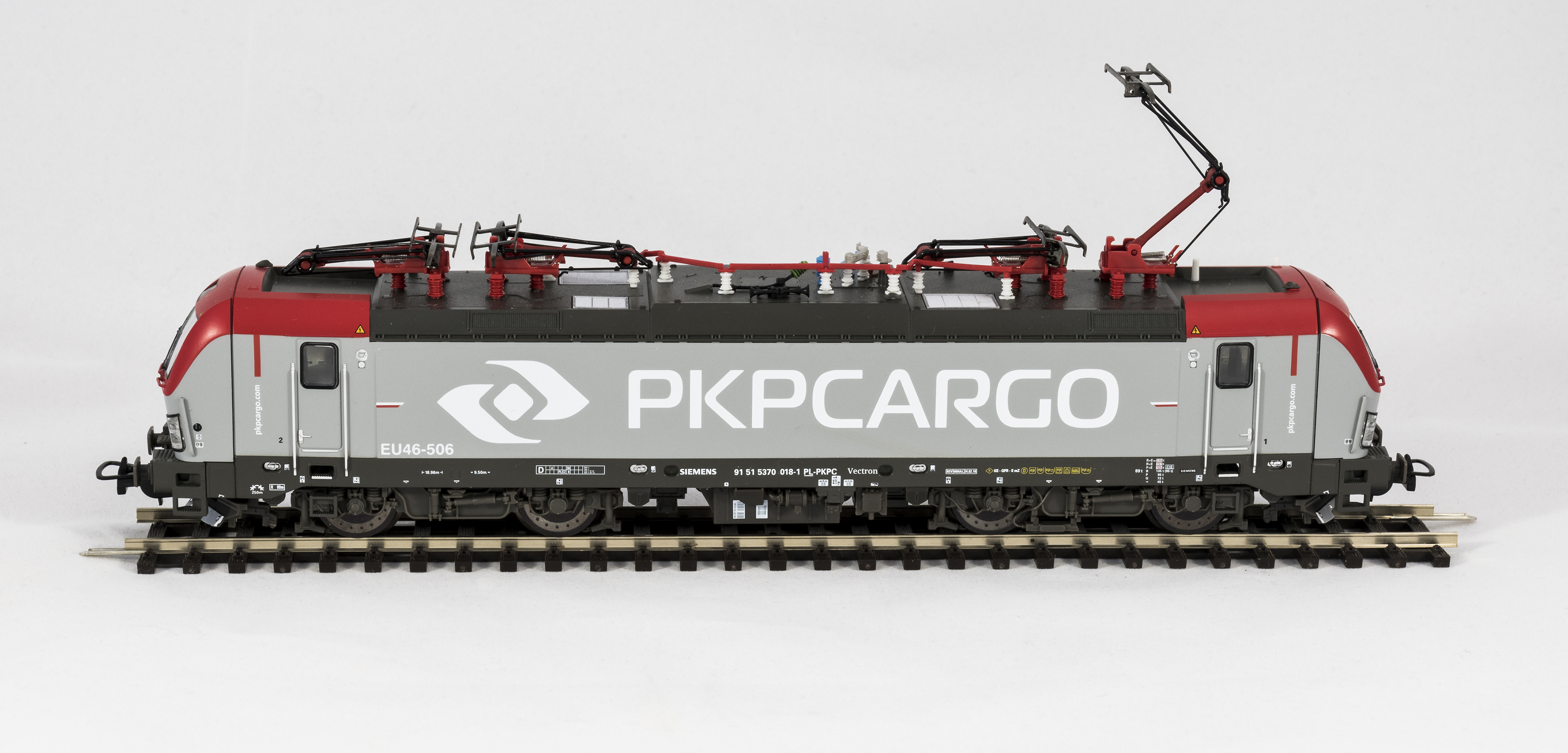
Lokomotywa Siemens Vectron 193 w malowaniu PKP Cargo, model w skali H0, wyprodukowana przez PIKO Spielwaren GmbH

PIKO Spielwaren GmbH – niemieckie przedsiębiorstwo w Sonnebergu produkujące modele kolejowe.

## Historia
Radziecka administracja wojskowa w Niemczech, jeszcze przed powstaniem Niemiec Wschodnich, postanowiła w 1948 roku o rozpoczęciu produkcji miniaturowej kolei elektrycznej, ponieważ mieszkańcy radzieckiej strefy okupacyjnej nie mogli zakupić żadnych modeli kolejowych przy pomocy wciąż obowiązującej Reichsmarki w zachodnich Niemczech po przeprowadzonej reformie walutowej. Następnie rozpoczęto produkowanie modeli w dawnych zakładach Siemens & Halske w Chemnitz. Najpierw zaprezentowano dwa zestawy kolejek elektrycznych w skali H0 na jesiennych targach w Lipsku w 1949 roku pod nazwą Pico Express. W jednym zestawie była lokomotywa elektryczna ME 102. W drugim zestawie parowóz ME 101. Pierwsze zestawy składały się z modelu małej lokomotywy, wagonów typu D i blaszanych szyn, całość zapakowana była w drewnianą skrzynkę o przesuwanym wieczku, z namalowanym na nim obrazkiem. Zestawy poszukiwane są obecnie na rynku kolekcjonerskim. Pochodzenie początkowej nazwy firmy pisane przez C jest nieznane. Zdolność produkcyjna zakładu w Chemnitz była niewystarczająca, więc produkcja została przeniesiona w 1952 roku do zakładów produkcyjnych VEB Elektroinstallation Oberlind w Sonnebergu. Produkowano nowe modele kolejowe oraz zmieniono nazwę firmy na PIKO Modellbahn. W 1962 roku powstał zakład VEB Piko Sonnenberg, który przejął produkcje modeli kolejowych dotąd produkowanych przez VEB Elektroinstallation Oberlind. Zakład przejął również produkcje modeli kolejowych przedsiębiorstwa Schicht i przedsiębiorstwa Prefo. VEB Piko Sonnenberg została przyporządkowana jako jedyny producent modeli kolejowych w skali H0. Modele kolejowe zostały zabezpieczono nazwą handlową Piko. Produkowano modele kolejowe takie jak pierwszy elektrowóz E44, elektrowóz E46 oraz parowóz BR 55. W 1983 roku zaoferowano model parowozu BR 95 który jest bardzo charakterystyczny dla rejonu Turyngii i używany jest głównie na górskich trasach. Ostatnim modelem konstrukcji PIKO jako zakładu państwowego był pociąg „Saxonia” z 1988 roku.
Po zjednoczeniu Niemiec w 1990 roku przedsiębiorstwa należące do kombinatu Piko zostały zlikwidowane lub sprywatyzowane przez Urząd Powierniczy. Piko VEB Sonneberg zakupił dr Rene F. Wilfer od 1 maja 1992 r. Po prywatyzacji oprócz modeli kolejowych produkowało także zabawki z tworzyw sztucznych oraz dziecięce produkty AGD.